# Ruteng
Ruteng – miasto w Indonezji na wyspie Flores w prowincji Małe Wyspy Sundajskie Wschodnie. Ośrodek administracyjny kabupatenu Manggarai.